# Mika Kaljunen
Mika Kaljunen (* 28. Mai 1979 in Ruokolahti) ist ein finnischer Biathlet.

## Werdegang
Mika Kaljunen nahm 1998 in Jericho an seinen ersten Juniorenweltmeisterschaften im Biathlon teil und wurde 38. des Einzels. Weitaus besser lief es ein Jahr später in Pokljuka. Der Finne gewann im Einzel hinter dem überragenden Athleten der Meisterschaften, dem Norweger Syver Berg-Domås, die Silbermedaille und wurde zudem Sechster im Sprint, Siebter der Verfolgung und Achter mit der Staffel. Zum Auftakt der Saison 2000/01 debütierte Kaljunen in Hochfilzen im Biathlon-Weltcup und wurde 86. eines Einzels. Erster Höhepunkt der Saison wurden die Biathlon-Europameisterschaften 2001 in der Haute-Maurienne, wo er 15. des Einzels wurde, 37. des Sprints und in der Verfolgung nicht ins Ziel kam. In Pokljuka kam er kurz darauf bei den Biathlon-Weltmeisterschaften 2001 erstmals bei einer WM zum Einsatz, kam aber bei seinem Einsatz im Einzel nicht ins Ziel. 2002 kam er in Kontiolahti erneut bei den Europameisterschaften zum Einsatz und wurde 39. des Sprints, 41. der Verfolgung und mit Ville Räikkönen, Ville Kotikumpu und Olli-Pekka Peltola Fünfter des Staffelwettkampfs. Ein Jahr später wurden die Biathlon-Weltmeisterschaften 2003 in Chanty-Mansijsk der Saisonhöhepunkt, bei dem der Finne auf den 82. Platz kam. 2004 nahm Kaljunen an der Militär-Skiweltmeisterschaft in Östersund teil und wurde dort 30. des Sprints und 17. in der Militärpatrouille.
Seit 2004 nahm Kaljunen zumeist an den Rennen des Europacups teil. Nächstes Großereignis wurde die Militär-Skiweltmeisterschaft 2006 in Andermatt mit einem 21. Rang im Sprint als Resultat. 2007 kam in Võru ein 12. Rang mit der Militärpatrouille hinzu. In Antholz nahm der Finne 2007 an seinen dritten Weltmeisterschaften teil, bei denen er 99. des Einzels und 79. des Sprints wurde. Im weiteren Saisonverlauf startete er bei den Sommerbiathlon-Weltmeisterschaften 2007 in Otepää, wo er auf Skirollern 26. des Sprints und 21. der Verfolgung wurde. 2008 wurde der Finne bei den Europameisterschaften in Nové Město na Moravě 37. des Einzels, 34. des Sprints und 32. der Verfolgung. Bei der Militär-Skiweltmeisterschaft 2008 in Hochfilzen kam Kaljunen auf den 19. Platz, wurde mit Timo Antila und Mika Hakala Zehnter im Team und 12. mit der Militärpatrouille. Im Skilanglaufrennen über 15 Kilometer Freistil kam er nicht ins Ziel. In der Saison 2008/09 erreichte er in Trondheim mit einem 41. Platz im Sprint sein bestes Resultat im Weltcup und verpasste nur um einen Rang eine Platzierung in den Weltcuppunkten. Auch im IBU-Cup erreichte der Finne in der Saison mit Rang fünf bei einem Sprint in Ridnaun sein bestes Ergebnis.

## Biathlon-Weltcup-Platzierungen
Die Tabelle zeigt alle Platzierungen (je nach Austragungsjahr einschließlich Olympische Spiele und Weltmeisterschaften).
- 1.–3. Platz: Anzahl der Podiumsplatzierungen
- Top 10: Anzahl der Platzierungen unter den ersten zehn (einschließlich Podium)
- Punkteränge: Anzahl der Platzierungen innerhalb der Punkteränge (einschließlich Podium und Top 10)
- Starts: Anzahl gelaufener Rennen in der jeweiligen Disziplin

| Platzierung                    | Einzel | Sprint | Verfolgung | Massenstart | Staffel | Gesamt |
| ------------------------------ | ------ | ------ | ---------- | ----------- | ------- | ------ |
| 1. Platz                       |        |        |            |             |         |        |
| 2. Platz                       |        |        |            |             |         |        |
| 3. Platz                       |        |        |            |             |         |        |
| Top 10                         |        |        |            |             |         |        |
| Punkteränge                    |        |        |            |             | 4       | 4      |
| Starts                         | 8      | 18     | 1          |             | 4       | 31     |
| Stand: nach der Saison 2010/11 |        |        |            |             |         |        |